# 花巻電鉄
花巻電鉄（はなまきでんてつ）は、かつて岩手県花巻市の国鉄東北本線花巻駅を中心に、花巻温泉郷へ向かう鉄道線、花巻南温泉郷へ向かう軌道線、路線バスを運営していた会社である。
同社は1971年に岩手中央バスへ統合され、1972年に鉄道・軌道線を全廃し、1976年の再統合で岩手県交通となった。長い歴史において、買収や企業統合、単なる商号変更などで、運営する企業名が再三にわたり変わっているが、一般には戦後長期に渡って継続した「花巻電鉄」の名称で知られている。現在はかつての関連会社であった電鉄タクシーにその名を残す。
本項では、同社が運営していた鉄道線・軌道線・バス事業についても記述する。これらの鉄軌道路線は宮沢賢治や高村光太郎が利用したことでも知られる。

## 鉄軌道事業

### 路線データ
1965年当時
- 路線距離：総延長26.0km
  - 鉄道線（花巻温泉線）：西花巻 - 花巻温泉間7.4km
  - 軌道線（鉛線）：中央花巻 - 西鉛温泉間18.6km
- 駅数：総27駅
  - 鉄道線：7駅（西花巻含む）
  - 軌道線：21駅（西花巻含む）
- 軌間：762mm（特殊狭軌線）
- 複線区間：なし（全区間単線）
- 電化区間：全線（直流600V）

### 運行概要
1934年12月当時
- 鉄道線
  - 運行本数：花巻 - 花巻温泉間13往復
  - 所要時間：全区間22分
- 軌道線
  - 運行本数：花巻 - 西鉛温泉間6往復半（他、朝の大沢温泉 - 花巻間と夜の西鉛温泉 - 大沢温泉間に上り各1本）
  - 所要時間：全区間1時間34分 - 1時間36分

1969年3月当時
- 鉄道線
  - 運行本数：花巻 - 花巻温泉間20往復
  - 所要時間：全区間20分
- 軌道線
  - 運行本数：花巻 - 西鉛温泉間11往復（内1往復は鉛温泉止まり、並行してバス9往復運行）
  - 所要時間：全区間1時間 - 1時間2分（バス40分）

1両のデハ（電動車 M）が1-2両のサハ（付随車 T）や貨車を牽引する列車で運転され、場合によっては続行運転をしていたほか、続行運転の列車を併結したMTMTの4連などもあった。終点などでは機回し線などによりデハを先頭に付け替える。
軌道線沿線に鉱山があったこともあり、時期によっては貨物輸送もそれなりに需要があった。

### 沿革
軌道線は、花巻西郊の豊沢川に沿った温泉地を結ぶ電車路線としてスタートした。大沢温泉以西は馬車鉄道として開通したものをのちに電車化したものである。盛岡電気工業の運営となったあと、同社社長の金田一国士が新たなリゾートとして開発した花巻温泉との間を結ぶ鉄道線が1925年に開通した。
- 1913年（大正2年）
  - 花巻電気軌道設立
  - 8月30日 花巻川口町（西公園） - 湯口（松原）間特許[1][2]
  - 9月11日 路線特許を花巻電気へ譲渡
- 1915年（大正4年）9月16日 花巻電気により、花巻川口町（西公園） - 湯口村（松原）間開業[1][3]。東北地方初の電気鉄道であった[4]。
- 1916年（大正5年）
  - 6月9日 中央花巻-西公園、松原 - 大沢温泉間特許[1][5]
  - 9月26日 松原 - 松倉間開業[1][6]
- 1917年（大正6年）3月29日 （小田良治：個人）大沢温泉 - 西鉛温泉間特許[7]
- 1918年（大正7年）1月1日 花巻（後の中央花巻） - 西公園間開業[1][8]
- 1919年（大正8年）
  - 8月12日 台鉄道に対し西花巻 - 花巻温泉間地方鉄道免許（動力蒸気）[9]
  - 9月27日 （温泉軌道）湯口（後の大沢温泉） - 鉛温泉間馬車軌道開業許可[1][10]
- 1920年（大正9年）4月27日 松倉 - 志戸平温泉間馬車軌道開業許可[11]
- 1921年（大正10年）
  - 6月25日 （温泉軌道）鉛温泉 - 西鉛温泉間開業[1][12]
  - 11月11日 台鉄道は盛岡電気工業へ譲渡認可[13]
  - 12月25日 盛岡電気工業、花巻電気を合併
- 1922年（大正11年）6月30日 盛岡電気工業、温泉軌道を合併[14]
- 1923年（大正12年）5月4日 志戸平温泉 - 湯口（大沢温泉）開業[1][15]。松倉 - 志戸平温泉間電車運転開始
- 1925年（大正14年）
  - 8月1日 西花巻 - 花巻温泉間開業[16][17]。ただし芝浦製作所に発注していた電気機関車の製造が労働争議により遅れ、蒸気機関車の牽引による運転となった[18]。
  - 10月3日 西花巻 - 花巻温泉間電車運転開始
  - 11月1日 大沢温泉 - 西鉛温泉間電車運転開始
- 1926年（大正15年）10月1日 盛岡電気工業、新設会社の花巻温泉電気鉄道へ路線譲渡
- 1941年（昭和16年）10月29日 花巻電気鉄道へ社名を改称
- 1947年（昭和22年）6月5日 花巻温泉電鉄へ社名を改称
- 1953年（昭和28年）6月1日 温泉事業を分離し、花巻電鉄へ社名を改称
- 1965年（昭和40年）7月1日 中央花巻 - 西花巻間廃止
- 1969年（昭和44年）9月1日 花巻 - 西花巻 - 西鉛温泉間廃止
- 1971年（昭和46年）2月24日 花巻電鉄、岩手中央バスに合併して同社路線となる
- 1972年（昭和47年）2月16日 花巻 - 花巻温泉間を廃止して全廃
- 1976年（昭和51年）6月1日 岩手中央バス、岩手県交通に統合

（軌道線の開業年月については資料により異なる）

#### 温泉軌道
温泉軌道は鶯沢鉱山（湯口村）の鉱物を輸送する目的で建設した専用馬車軌道を花巻電気が買収し子会社としたもの。
1916年に鶯沢鉱山を取得した小田良治は、1918年はじめころに西鉛 - 志戸平間に専用馬車軌道を完成した。だが不況により鉱山は閉山し、この軌道は放棄された。以前から西鉛延長を計画していた花巻電気はこの馬車軌道を買収することとし、1918年7月温泉軌道株式会社を設立（本社は花巻電気本社と同所、社長も花巻電気社長）。8月には軌道を買収し、馬車軌道による営業を開始する。乗客は志戸平で電車から馬車へのりかえていた。ただこれは公式の記録（鉄道統計資料等）よりも前の開業であり、鉄道監督局の喜安健次郎（のちに鉄道省次官、帝都高速度交通営団総裁）が岩手軽便鉄道を視察のおり、志戸平温泉に立ち寄った際、偶然馬車軌道を発見。未許可運行（県が黙認）が発覚してしまった。経緯については不明であり、この後順次許可されたが、まもなく盛岡電気工業が花巻電気に続きこの軌道を合併し温泉軌道の名前は消えた。

### 駅一覧
軌道線
中央花巻 - 西花巻 - 西公園（旧花巻川口町） - 石神 - 中根子 - 熊野 - 新田 - 歳の神 - 一本杉 - 二ツ堰 - 神明前 - 松原 - 松倉 - 富士保前 - 志戸平温泉 - 渡り - 大沢温泉（旧湯口） - 前田学校前 - 山の神 - 高倉山温泉 - 鉛温泉 - 西鉛温泉
鉄道線
西花巻 - 花巻（通称 電鉄花巻） - 花巻グランド - 瀬川 - 北金矢 - 松山寺前 - 花巻温泉
- 中央花巻はもともとは「花巻」（通称「軽鉄花巻」）という駅名であり、岩手軽便鉄道があった時代にはこれと線路がつながっており、線路と駅舎などの建造物を共同使用していた。後には国鉄および岩手軽便の花巻駅から約300m南方の、線路とホームが1本ずつと駅舎のみの小駅となっており、釜石線の改軌の際に大堰川の南側に移転したものである。
- 花巻駅は島式ホーム1本の駅で国鉄の花巻駅から跨線橋で接続していた。跨線橋からホームへ降りた所に花巻電鉄の改札口があり、ホームの東側が軌道線、西側が鉄道線の乗り場で共に機回し線を備えていた。また構内には貨物ホームや車庫を併設しており、ホームの南方には3線が入る検修庫もあった。
- 西花巻は中央花巻からの路線が花巻温泉方面と鉛温泉方面に分岐する形態であり、花巻 - 鉛温泉方面間の列車はここで運転方向を変えていた。1面2線の交換設備を兼ねた低いホームと機回し線を持ち、中央花巻 - 西花巻間廃止後もしばらくはそのままの形態であったが、後に配線を変更してスイッチバックが解消された。
- 西公園駅、熊野駅は併用軌道上の交換駅でホームはなく、沿道の商店や民家に並んで駅舎があった。なお、末期には西公園駅の交換設備は撤去されていた。
- 神明前駅は併用軌道上の駅で電柱に駅名が表示してあるのみであった。
- 志戸平温泉駅は専用軌道の交換駅で島式にホームがあり、貨物側線もあった。
- 大沢温泉駅は併用軌道上に設けられた交換駅でホームはなく、沿道の商店や民家に並んで駅舎や保線区の詰所があった。開業時は電車と馬車鉄道の乗換駅であった。
- 松原駅は併用軌道上の駅でホームが1本あるのみの駅。
- 鉛温泉駅はホーム1本と駅舎のみの駅であったが、末期には新道の建設に伴って移転し、機回し線がつき、駅舎が白い三角屋根の近代的なものに建て替えられていた。この新しい駅舎と同じ場所に、現在は岩手県交通のバス待合所の建物がある。
- 西鉛温泉駅はホーム1本と機回し線、貨物側線があったが、末期には移転した鉛温泉駅にターミナルの機能を譲って休止状態となっていた。駅のあった場所は、現在は竹薮となっている。
- 瀬川駅は相対式にホームが1本ある交換駅で貨物側線もあった。
- 花巻温泉駅は岩手県交通のバス乗り場となっており、北側にかつてのホームへの階段が残っている。

### 接続路線
- 中央花巻（旧、花巻）：岩手軽便鉄道→釜石線（1918-1943年）
- 電鉄花巻：国鉄東北本線・釜石線（花巻駅・釜石線は1943-1972年）

### 車両
軌道線と鉄道線はそれぞれ別々に形式が付けられているため同じ番号が存在する。ただし晩年は鉄道線車両も軌道線で使用され、主に集電装置の違い（軌道線はポール、鉄道線はZパンタ）で区別されていた。また、電車はサハ（動力を持たない車両）を含めて順次空気ブレーキ化され、貫通ブレーキを使用していたが、電車は総括制御には対応していなかった。

#### 軌道線

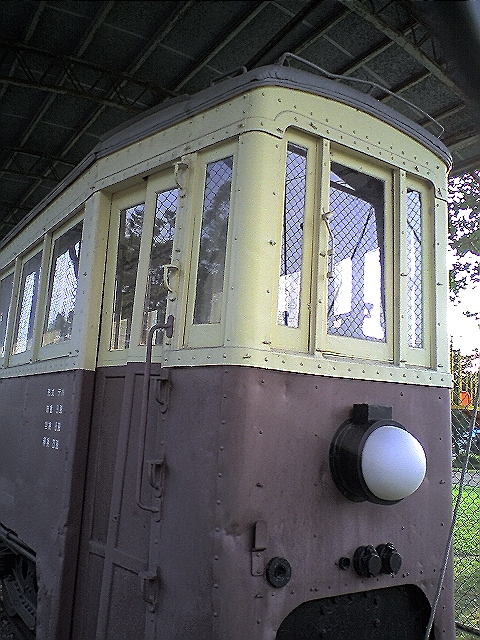
デハ3

開業時以降に投入された木造単車
デハ1（→サハ1）
開業時に用意されたダブルルーフ、オープンデッキの車両で定員は24人。ベスティビュール構造ではない吹きさらしだったため、冬季や雨天時は目出し帽か装甲車の外装のようなカバーを取りつけて運転していた。1914年大日本軌道（鉄工部）（のちの雨宮製作所）製。一般的な路面電車スタイルだが横幅が狭いのが特徴。1931年車庫火災により廃車。
デハ2が増備される1918年まではこの1両とあとは無蓋車2両だけだった。乗客の多い時は無蓋車にも客を乗せて運転した。
デハ2（→デハ1）
デハ1と同様の形態のダブルルーフ、オープンデッキの車両。廃車は1963年。
デハ3
ダブルルーフ（屋根の段差が少なく明かり取り窓はない）だが密閉式の運転台・出入台を持つ。1931年車庫火災により廃車。
サハ1（→デハ2）、サハ2・3
サハ1（→デハ2）は全長6096mmのダブルルーフの木造単車で、車体幅は1600mmであるが車輪径が610mmで後のボギー車より床面が低く、また、全長も短いのでさほど馬面には見えない。戦後にはボギー台車でサハ化され、車体表記もサハ2となっていた。サハ3はデハ4と同様の形態のシングルルーフ車。サハ2・3は戦時中（サハ3は1943年）にボギー化され、その後1963年廃車。

大正から昭和にかけて投入された木造ボギー車
デハ4・5
デハ4は1926年、デハ5は1928年（竣工図上は1927年）いずれも雨宮製作所製。板台枠台車によるボギー車となり、定員も24人から50人となるとともに主電動機も15馬力2台から30馬力2台に増強された。主電動機の増強により車輪径が864mmと大きくなったが、これは大型の主電動機を積雪時に雪が入らないよう、通常の路面電車より高い位置に取り付けるためであった。デハ4は1931年車庫火災によって被災し、のちに半鋼製で復旧。デハ5は唯一最後まで木造のまま残り、末期は工事用車両として使用されていた。形態は路面電車スタイルで、車輪径の増大のため車体高が高くなったことと、ボギー車で車体が長いため車体幅の狭さ（最大幅1600mm、車内幅1360mm）がより強調されている。正面は3枚窓（両端の窓幅は非常に狭い）で側面は1D2 2×5 D1で2枚引き戸、下降式の側窓、室内はロングシートで向かい合って座ると膝がぶつかるくらいであるにも関わらず、なぜか立席定員が22名もあった（車内幅が418mm広い鉄道線デハ1でも24人）。

火災で焼失した車両の代替の半鋼製ボギー車
デハ1・3
車庫火災で焼失したデハ1・3の代替として1931年（認可上は1932年）に投入された雨宮製作所製半鋼製ボギー車で、形態や台車等の機器はデハ4・5と同様である。全長10054mm、全高3085mm、車体幅1550mmで窓扉配置は1D10D1。

#### 鉄道線
開業時以降に投入された木造ボギー車
デハ1-4
1-3は1924年、4は1925年のいずれも雨宮製作所製。全長9449mm、全幅2134mm、自重10.35t、定員50人（座席26人）、30馬力電動機2台。車体は正面3枚窓で側面窓上の半月状のアーチが特徴で窓扉配置はD1 2×4 1Dで、車内幅は1778mmと軌道線の車両より大きいとはいえ広くはない。台車は軌道線のボギー電動車と同形態の板台枠のウイングバネ台車で主電動機出力も同じ22.4kW/500V。当初は手ブレーキのみだったが1928年に空気ブレーキを追加。デハ3・4は1931年の車庫火災で焼失、同年（認可上は翌1932年）に木造時と同様の形態の半鋼製車体（窓扉配置D10D）で復旧。全長10250mm、全幅2130mm、自重10.3t、定員50人（24人または28人）。デハ3は貴賓車としても使用されたことがある。木造のまま残ったデハ1・2は後年軌道線でも使用されたあと1960年と1962年に鋼体化されてデハ21・22となった。
サハ1-5
1-3は1924年、4・5は1926年雨宮製作所製でデハ1-4と同様の形態の付随車。1928年に空気ブレーキを追加。サハ5は1931年の車庫火災で焼失後、同年（認可上は1932年）に木造の時と同様の形態の半鋼製車体で復旧。サハ1-4は1959-60年に鋼体化されサハ201-204となった。

木造車の鋼体化改造車
デハ21・22
1960年と1962年にデハ1・2を台車、機器等を使用して張上屋根、ノーシル・ノーヘッダーの車体に載せ替え鋼体化した車両で全長10860mm、全幅2130mm、自重1.5t、定員60人（座席30人）。トロリーポール集電で軌道線で使用され、軌道線廃止の1969年に廃車。
サハ201-204
1959-60年にサハ1-5をデハ21・22と同様の形態の車体で鋼体化した車両で、主に軌道線で使用された。車体寸法、定員はデハ21・22と同一、自重8t。

戦後の新造車
デハ55
1950年日本車輌製の12m級電車で正面3枚窓。集電装置は当初ビューゲルであったが後にZパンタ化された。富山地方鉄道デ5010の類似車。全長12260mm、全幅2130mm、自重16t、定員80人（座席30人）、主電動機出力22.65kW/300V。
デハ56
1954年汽車会社東京支店製の12m級電車で正面3枚窓で寸法等はデハ55と同一、実際の車体は大栄車輛で下請け製作されたという。登場時は集電装置がパンタグラフだったが後にZパンタ化された。
デハ57
1958年日本車輌製造東京支店製の張上屋根、ノーシル・ノーヘッダー、窓も900mm幅と大きく軽快な形態の電車。集電装置はZパンタ。なお、中央運転台ながら正面2枚窓で運転士にとっては邪魔になる中央に窓枠があったり、乗降口がステップ付で扉が引戸ながら、戸袋が床上部分しかなく扉開時に扉下部が戸袋下にはみ出るなど、あちこちに変わった構造が見受けられる。全長12260mm、全幅2130mm、自重16t、定員80人（座席36人）、主電動機出力22.8kW/600V。
モハ28
1963年日本車輌製造東京支店製で花巻電鉄最後の新造電車。鉄道線の所属ではあるが実際には軌道線で使用された。ドアエンジン、蛍光灯付きの近代的仕様ながら、軌道線は電柱を架線柱に兼用していたため柱間隔が長く、架線のたるみが大きかった関係でトロリーポール装備で登場。台車はデハ55-57と同様の菱枠式の日車NA-14で、張上屋根、ノーシル・ノーヘッダーの当時の路面電車と同様の形態。軌道線廃止後は鉄道線に転じ集電装置がZパンタに換装された。全長11860mm、全幅2130mm、自重13.6t、定員60人（座席30人）、主電動機出力22.4kW/300V。
サハ101-104
1954年日本車輌東京支店（101・102）および1956年東洋電機の付随車で張上屋根、ノーシル・ノーヘッダー、窓扉配置は1D7D1。全長10660mm、全幅2130mm、自重8t、定員50人（座席24人）。
サハ105・106
1963年日本車輌製造東京支店製でモハ28と同様の形態の付随車。全長10860mm、全幅2130mm、自重9.5t、定員70人（座席30人）。

気動車
キハ801
1964年に廃線となった遠州鉄道奥山線のキハ1804を1966年に購入したもので、変電所の負荷を低減する目的で投入された車両だが、あまり（ほとんど）使用されなかったという（にも関わらず、車体外部側面には清涼飲料の広告看板が取り付けられていた）。正面はHゴム支持の2枚窓、側面は幅850mmのバス窓の近代的な気動車で、塗装も他の車両と異なりオレンジに白帯でステップを2段式に改造して使用した。1956年日本車輛製造製の機械式気動車で、エンジンは日野DS40型水冷6気筒7.98lディーゼルエンジン、定格出力95PS/1400rpm、最大出力150ps/2400rpmでチェーン式2軸駆動、全長10809mm、定員60人（座席28人）、自重11.8t。軌道線廃止の1969年に廃車。

電気機関車
EB61
1924年の鉄道線開業時に用意された日本車輌製造製の6t機。当初の番号は1だったが1941年にEB61に改番された。
EB62
下野電気鉄道（現・東武鬼怒川線）で使用されていた6.5t機。戦後の購入。

### その他
- 鉄道線については、当初さらに奥の台温泉までの敷設が計画されていたが、地形の関係で見送られることになった。
- 同社の軌道線で使用されていたデハ1形・デハ3形・デハ4形・デハ5形の電動車4両および一部付随車は、昭和初期に雨宮製作所で製造された車両群であるが、車体幅が約1.6mと極端に狭く、車端部ではさらに幅員の狭まった奇異な形態を備えていた[注釈 2]。その特徴ある前面の姿から「馬面電車」、あるいは全体の形が似ていることから「ハーモニカ電車」などと呼ばれた。軌道線が狭い街道を走ることから車両限界が制約されていたことによるものであるが、戦後に軌道線区間の車両限界が拡大されて鉄道線車両や広幅の新造車が入線可能となったため、主力車両の地位から退いている。現在、デハ3形が花巻駅南西側の材木町公園に保存されている。
なお、デハ1 - 3に使用されたものと同じタイプの台車は、下野電気鉄道（現・東武鬼怒川線）のデハ103号にも使用されており、その一つが東武博物館に保存されている[22]。
- 戦前、線路が接続していて同じ762mm軌間だった岩手軽便鉄道から車両を借入れたことがあり、鉄道線の建設工事や開業当初、1931年の車庫火災の際などが代表的な事例であった。開業時には電気工事と電車の竣工が遅れ、1925年8月からC型蒸気機関車2両、客車3両、荷物車1両、貨車4両を借用して営業し、電車の使用開始は10月であった。また、火災後には蒸気機関車2両、客車4両を借り入れている。また、後に貨車を相当数授受している。
- 軌道線はもともと電力会社が発電所の余剰電力の使用先として計画した鉄道という側面もあり、沿線に電力を供給するための送電柱と、架線支持柱を共用しており、後に電力事業が東北電力となった後にもそのまま電柱を借用する形で存続していた。
- 冬季における軌道敷の除雪は、大型のスノープローを装着した先頭の電車に後押し用の電車を連結した電動車2両編成で行っていた[注釈 3]。
- 鉄道線の廃線跡は全線にわたって自転車専用道になっているほか、軌道線の西花巻-西公園間も自転車専用道の一部となっている。
- 上記の年表にもある通り、バス会社との合併によって花巻電鉄という企業は現存しないが、電鉄時代に独立したタクシー部門は今でも「電鉄タクシー」の名で花巻市内に存在しており、当時の社紋が現在も使われている。
- 映画『銀心中』（新藤兼人監督、1956年）に、往時の運行の様子が映っている。
- 宮沢賢治の詩には花巻電鉄と思われる情景がたびたび登場する。例を挙げると以下の通り。
  - 『春と修羅』（第一集）
    - 「電車」「風の偏倚」「昴」「冬」

  - 『春と修羅 第三集』
    - 「停車場にてスヰトンを喫す」

  - 『詩ノート』
    - 「運転手」「藤根禁酒会へ贈る」

  - その他の詩
    - 「早春独白」「（四信五行に身をまもり）」「冗語」「電軌工事」（「朝のうちから」先駆型）

  - 小説『銀河鉄道の夜』で登場する鉄道は蒸気機関車ではないと書かれており、花巻電鉄（花巻電気軌道）の車両がモデルではないかと推察されている[23]。

## バス事業
花巻電鉄は自社鉄道線沿線を中心に乗合バス事業を行っていた。

### 年表
- 1939年：個人経営だった花巻 - 台温泉間の路線を譲受し、路線バス営業を開始。
- 1955年5月14日：修学旅行のバスが北上市内の橋から転落。死者12人、重軽傷31人（北上バス転落事故）[24]。
- 1960年：岩手中央バスとの相互乗り入れで盛岡 - 花巻温泉間の特急バスを開業。
- 1971年2月24日：岩手中央バスとの合併によりバス路線も岩手中央バスの路線となる。

以降は「岩手県交通」の項参照。

### 車両
ワンマン運転は行われず、ツーマン運転であった。カラーリングはブルーリボンカラーのデザインを緑の濃淡にしたもので、岩手中央バスになってからは、すでに貸切部門を岩手観光バスへ分社していたため、貸切バスのカラーリングがそのまま岩手中央バスの貸切カラーとなった。車両の中には花巻電鉄カラーで残ったものもあったが、岩手中央バスカラーに塗装変更されたものもあり、雫石営業所や紫波営業所などの岩手中央バスの営業所へ転配された車両や、岩手県交通へ引き継がれた車両もあった。。ナンバーは「岩2」時代は花巻電鉄が購入した車両のナンバーは5000番台で区別され、岩手中央バスが購入した車両のナンバーは0番台とは区別が容易であった。